# الحياة الأمريكية
الحياة الأمريكية (بالإنجليزية: American Life)‏ هو الألبوم الإستوديو التاسع لمغنية البوب الأمريكية مادونا، من وجهة نظر مادونا فإن الألبوم يشرح الحياة الأمريكية، ويعتبر رحلة في التاريخ الأمريكي، وقد كان النقد الإيجابي للألبوم انه واحد من الألبومات المغامرة لمادونا، وهو عاقل جداً من ناحية الكلمات، أما النقد السلبي فكان ان هذا الألبوم من ناحية الصوت سيء جداً.
طرحته شركة التسجيلات مافريك ريكوردس المدارة من قبل مجموعة وارنر بروس للموسيقى والمؤسسة من مادونا وفريدريك ديمان وروني داشيف.

## روابط خارجية
- الحياة الأمريكية على موقع ميتاكريتيك (الإنجليزية)
- الحياة الأمريكية على موقع أول موفي (الإنجليزية)